# Винтроп Харбор (Илиноис)
Винтроп Харбор (енгл. Winthrop Harbor) град је у америчкој савезној држави Илиноис.

## Демографија
По попису из 2010. године број становника је 6.742, што је 72 (1,1%) становника више него 2000. године.
| Група             | 2000.         | 2010.         |
| Белци             | 6.088 (91,3%) | 5.813 (86,2%) |
| Афроамериканци    | 38 (0,6%)     | 97 (1,4%)     |
| Азијати           | 127 (1,9%)    | 156 (2,3%)    |
| Хиспаноамериканци | 303 (4,5%)    | 515 (7,6%)    |
| Укупно            | 6.670         | 6.742         |